# Imre Csősz
Imre Csősz (né le 31 mai 1969) est un judoka hongrois. Il participe aux Jeux olympiques d'été de 1992 dans la catégorie des poids lourds et remporte la médaille de bronze.

## Palmarès

### Jeux olympiques
- Jeux olympiques de 1992 à Barcelone,  Espagne
  -  Médaille de bronze